# Wc
Na linha de comando do sistema operacional Unix, o wc é um comando usado para contar palavras (do inglês, word count) e, por extensão, contar bytes e linhas.
Exemplo:
```
 $ wc planetas.txt ex-planetas.txt
 8  8 56 planetas.txt
 1  1  7 ex-planetas.txt
 9  9 63 total
```

A primeira coluna conta as linhas, a segunda coluna as palavras e a terceira os caracteres.
Versões novas do wc fazem diferença entre bytes e caracteres, conforme a codificação Unicode. Esta opção é selecionada por -c ou -m respectivamente.

## Uso
```
 wc -l <arquivo> : mostra o número de linhas
 wc -c <arquivo> : mostra o número de bytes
 wc -m <arquivo> : mostra o número de caracteres
 wc -L <arquivo> : mostra o tamanho da maior linha
 wc -w <arquivo> : mostra o número de palavras
```

Escreva wc --help para mais informações.